# Vuelta Ciclista del Uruguay 1982
La 39.ª edición de la Vuelta Ciclista del Uruguay se disputó entre el 2 y el 11 de abril de 1982.

## Etapas
| Etapa | Fecha       | Recorrido                      | Ganador (equipo)                               |
| 1.ª   | 2 de abril  | Montevideo-Durazno             | José Roselló (Marconi)                         |
| 2.ª   | 3 de abril  | Durazno-Tacuarembó             | Sergio Corujo (España-La Paz)                  |
| 3.ª   | 4 de abril  | Tacuarembó-Rivera              | Jean Michel Avril (Francia)                    |
| 4.ª   | 5 de abril  | Rivera-Tacuarembó              | Isabelino Imbríaco (América)                   |
| 5.ª   | 6 de abril  | Tacuarembó-Paysandú            | Massimo Brunelli (Italia)                      |
| 6.ª A | 7 de abril  | Contrarreloj en Paysandú (CRI) | Pedro Omar Caíno (Círculo de Suboficiales PFA) |
| 6.ª B | 7 de abril  | Paysandú-Salto                 | Carlos Zárate (Policial)                       |
| 7.ª   | 8 de abril  | Salto-Fray Bentos              | Emilio Asconeguy (Marconi)                     |
| 8.ª   | 9 de abril  | Mercedes-Trinidad              | Emilio Asconeguy (Marconi)                     |
| 9.ª   | 10 de abril | Trinidad-San José              | Thierry Desevres (Francia)                     |
| 10.ª  | 11 de abril | San José-Montevideo            | Ricardo Rondán (Policial)                      |

### Clasificación individual
| Pos. | Ciclista          | Equipo                      | Tiempo           |
| ---- | ----------------- | --------------------------- | ---------------- |
| 1.º  | Pedro Omar Caíno  | Círculo de Suboficiales PFA | 41 h 41 min 18 s |
| 2.º  | Federico Moreira  | Club Ciclista Maroñas       | a 8 s            |
| 3.º  | Juan Carlos Haedo | Círculo de Suboficiales PFA | a 1 min 34 s     |
| 4.º  | Secondo Volpi     | Italia                      | a 1 min 51 s     |
| 5.º  | Ricardo Rondán    | Club Atlético Policial      | a 3 min 02 s     |
| 6.º  | Gilson Alvaristo  | Caloi                       | a 4 min 34 s     |
| 7.º  | Carlos Zárate     | Club Atlético Policial      | a 4 min 57 s     |
| 8.º  | Juan Carlos Seijo | Club Ciclista Fénix         | a 5 min 15 s     |
| 9.º  | Claudio Pettina   | Italia                      | a 5 min 21 s     |
| 10.º | Jean Michel Avril | Francia                     | a 5 min 49 s     |

### Clasificación por equipos
| Pos. | Equipo                                                  | Tiempo            |
| ---- | ------------------------------------------------------- | ----------------- |
| 1.º  | Círculo de Suboficiales de la Policía Federal Argentina | 125 h 06 min 29 s |
| 2.º  | Italia                                                  | a 9 min 53 s      |
| 3.º  | Club Ciclista Fénix                                     | a 10 min 52 s     |